# Кръстевич
Кръстевич е село в Южна България. То се намира в община Хисаря, област Пловдив.

## География
Село Кръстевич се намира в подножието на Същинска Средна гора на 11 км източно от Стрелча

## История
Старото име на селото е Османово, защото всички земи били на богатия турчин Осман. Осман бил съвестен и се грижел за служителите си, след като разбрал за идващите да освободят България руски войници, се върнал към Турция и оставил земите си на един от своите ратаи – Стайко Тосев, който бил родом от село Дюлево.
Старото име на село Кръстевич е Османово. В края на деветнадесети век в селото се заселват много семейства от широколъшкия район на мястото на изселилите се след Освобождението турци.

## Културни и природни забележителности
В село Кръстевич се намира един от 100-те Национални туристически обекта (до 1989 г.) и след 2013 година – Туристически възпоменателен комплекс „Бунтовна“ (1140 м. н.в.). До хижата може да се достигне по два начина. Първият е с кола по черен път, който е с дължина 13 km. Вторият начин е по маркирана (червена маркировка) екопътека, по която се стига за 3 часа до хижата. Съседен обект на хижата е връх Влък (1243 м) – 0.40 ч.

## Редовни събития
Всяка година на първата събота от септември се провежда събор.

## Личности
- Георги Петков Ангелов (Ликин) – командир на партизански отряд „Антон Иванов“
- полковник Никола Георгиев Сариев – основател на Туристически възпоменателен комплекс „Бунтовна“
- генерал лейтенант Ангел Ненов Пенков – командващ Гранични войски в периода 1962 – 1971 г.

1. ↑  www.grao.bg